# Institut Jules Destrée
Pour les articles homonymes, voir Destrée.
 (février 2008).
Si vous disposez d'ouvrages ou d'articles de référence ou si vous connaissez des sites web de qualité traitant du thème abordé ici, merci de compléter l'article en donnant les références utiles à sa vérifiabilité et en les liant à la section « Notes et références ».
L'Institut Jules Destrée est une organisation wallonne non-gouvernementale fondée en novembre 1938 notamment par Maurice Bologne, Aimée Bologne-Lemaire et l'abbé Jules Mahieu.
Il porte d'abord le nom de Société historique pour la défense et l'illustration de la Wallonie. En 1960, il prend son appellation actuelle. D'abord principalement centré sur l'étude des grandes figures historiques et artistiques wallonnes comme Jules Destrée, Adolphe Biarent, Victor Rousseau, Arille Carlier, l'Institut va se transformer, dans les années 1980, en atelier du débat wallon ouvrant ses congrès, dits de La Wallonie au futur, non seulement aux militants mais aussi aux hommes politiques et citoyens de toutes les tendances. Il va aussi s'intéresser de très près à d'autres dimensions que la culture, l'histoire ou la politique : économie, droit, aménagement du territoire, environnement, etc.
À partir des années 2000, sans renier sa vocation historique, l'Institut s'est spécialisé également dans la prospective et élargit ses domaines de recherche à l'Europe et au monde dans le cadre du Millenium Project.
Son directeur général actuel est Philippe Destatte.

## Présidence
| Periode     | Présidence                        | Vice-présidence                                                    |
| ----------- | --------------------------------- | ------------------------------------------------------------------ |
| 2002 - 2006 | Jean-Marie Duvosquel              | Micheline Libon, Jacky Morael et Jacques Brassinne de la Buissière |
| 2006 - 2013 | Jacques Brassinne de La Buissière | Micheline Libon et Paul Ficheroulle                                |
| 2013 - 2014 | Jacques Brassinne de La Buissière | Paul Ficheroulle et Philippe Suinen                                |
| 2014 -      | Philippe Suinen                   | Bernadette Mérenne-Schoumaker et Jean-Luc Crucke                   |